# Gloria (Mindoro Oriental)
Gloria es un municipio filipino de tercera categoría perteneciente a la provincia isleña de Mindoro Oriental en Mimaropa.
Con una extensión superficial de 245,52  km²,  tiene una población de 42.012 personas que habitan en 8.788 hogares.
Su alcalde es   Loreto S. Pérez.
Para las elecciones a la Cámara de Representantes está encuadrado en el Segundo Distrito Electoral de esta provincia.

## Geografía
El municipio de Gloria  se encuentra situado en  la parte nororiental de la isla de Mindoro.
Su término linda al norte  con el municipio de Pinamalayán;   al sur  con el municipio de Bansud; al este   con el mar de Sibuyán, frente a la isla Maestre de Campo; y al oeste con el  municipio de Sablayán.
Nueve barrios están situados a lo largo de la carretera nacional, seis tienen frente costero, mientras que los doce restantes, situados al oeste, son interiores interiores.
Arrecifes de coral en la costa del barrio de Agsalín.
Parque Nacional de Monte Iglit-Baco (Mounts Iglit-Baco National Park).
Por la biodiversidad de su flora y fauna, es el más importante de la isla de Mindoro.
Tamarao (Bubalus mindorensis), búfalo de agua o búbalo (Bubalus bubalis) y mangyan. Comprende parte de los municipios de Sablayán, Pinamalayán, Gloria, Bansud, Bongabong y Mansalay.

## Barrios
El municipio  de Gloria  se divide, a los efectos administrativos, en 27 barangayes o barrios, conforme a la siguiente relación:
| - Agsalín - Agos - Alma Villa - Andrés Bonifacio | - Balete - Banús - Banután - Buong Lupa | - Bulaklakán - Gaudencio Antonino - Guimbonán - Kawit | - Lucio Laurel - Macario Adriático - Malamig - Malayong | - Maligaya (Población) - Malubay - Manguyang - Maragooc | - Mirayán - Narra - Papandungin - San Antonio | - Santa María - Santa Teresa - Tambong |

## Historia

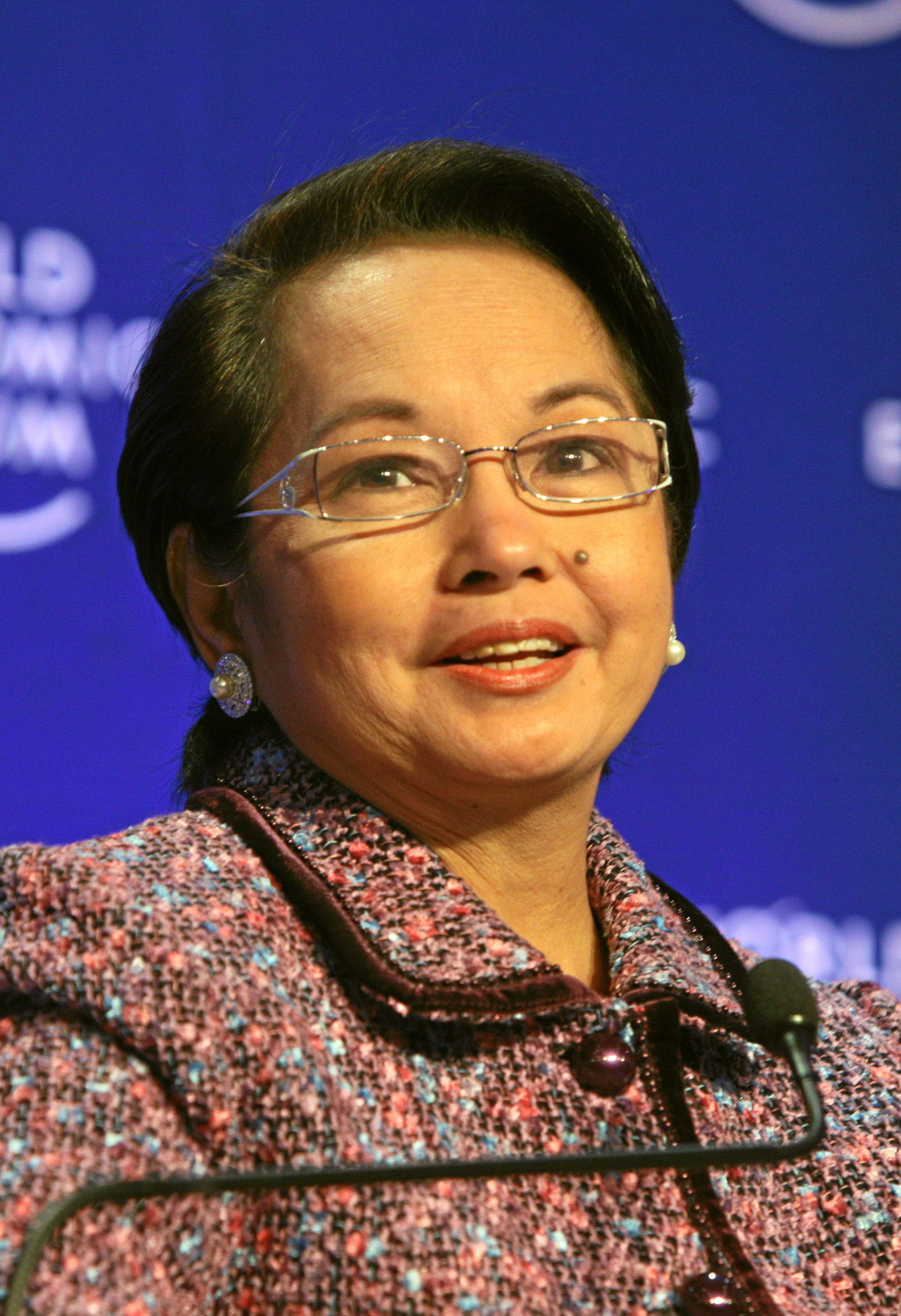
Gloria Macapagal Arroyo, 30 de abril de 2009.

Gloria formaba parte del municipio de Pinamalayán.
En 1915 familias procedentes de Marinduque se  establecieron en el barrio de Tambong. En 1930, cuando la nueva carretera nacional llega hasta Pinamalayan, se trasladaron al oeste y ocuparon sus márgenes.
Más adelante Tambong  se divide en dos barrios: el primero mantuvo el nombre original, mientras que el segundo recibe el nombre de Maligaya, palabra que  significa "feliz", en alusión a la felicidad de los colonos por la abundancia de  sus cultivos agrícolas.
El nombre de Gloria, con el que fue denominado oficialmente el  nuevo municipio, es el de la hija de  Diosdado Macapagal, presidente de la República (1961-1965). Gloria sería presidenta de Filipinas.
El municipio de Gloria fue oficialmente reconocido el 9 de junio de 1966 por iniciativa del congresista Luciano Josón.